# جایزه منتقدان فیلم شانگهای
جایزه منتقدان فیلم شانگهای (انگلیسی: Shanghai Film Critics Awards؛ چینی: 上海影评人奖) جایزه‌ای است که همه‌ساله توسط «انجمن منتقدان فیلم شانگهای» و «موزهٔ فیلم شانگ» به‌منظور ارج‌نهادن به برترین‌های سینمای ملی در کشور چین اهدا می‌شود.
این جایزه نخستین بار در سال ۱۹۹۱ میلادی ایجاد شد و تنها جایزه‌ای در چین است که توسط «منتقدان فیلم» اعطا می‌شود.